# Jeaniene Frost
Jeaniene Frost (13 de junio de 1974) es una escritora estadounidense de fantasía, conocida por la serie de libros Night Huntress y Night Huntress World, posicionadas en las listas de superventas del The New York Times y USA Today. Los derechos de autor de sus novelas se han vendido a diecinueve países distintos. 
A Frost se le ocurrió la idea para la serie de Night Huntress tras soñar con una pareja discutiendo. Esto formó las bases para el segundo libro; el primer libro describe las circunstancias bajo las cuales se separaron. La serie consta de siete libros, sin incluir las secuelas. Up From The Grave fue el último libro de la serie Night Huntress. En su sitio web, Frost dio una explicación detallada del porqué decidió terminar la serie al séptimo libro en lugar de al octavo o noveno como había planeado inicialmente.

### Novelas

#### Serie The Night Huntress
1. Halfway to the Grave (30 de octubre de 2007, ISBN 0-06-124508-9)
2. One Foot in the Grave (29 de abril de 2008, ISBN 0-06-124509-7)
3. At Grave's End (30 de diciembre de 2008, ISBN 0-06-158307-3)
4. Destined for an Early Grave (28 de julio de 2009, ISBN 0-06-158321-9)
5. This Side Of The Grave (22 de febrero de 2011, ISBN 0-06-178318-8)
6. One Grave at a Time (30 de agosto de 2011, ISBN 0-06-178319-6)
7. Up from the Grave (28 de enero de 2014, ISBN 0-06-207611-6)

#### Serie The Night Huntress World
1. First Drop of Crimson (9 de febrero de 2010, ISBN 0-06-158322-7)
2. Eternal Kiss of Darkness (27 de julio de 2010, ISBN 0-06-178316-1)

#### Serie Vlad/The Night Prince
1. Once Burned (26 de junio de 2012, ISBN 0-06-178320-X)
2. Twice Tempted (26 de marzo de 2013, ISBN 0-06-207610-8)
3. Bound by Flames (27 de enero de 2015, ISBN 0-06-207608-6)
4. Into the Fire (28 de febrero de 2017, ISBN 978-0062076403)

#### Serie The Night Rebel
1. Shades of Wicked  (30 de octubre de 2018)
2. Wicked Bite  (28 de enero de 2020)
3. Wicked all night (23 de febrero de 2021)

#### Serie Broken Destiny
1. The Beautiful Ashes (26 de agosto de 2014, ISBN 0-373-77905-4)
2. The Sweetest Burn (22 de marzo de 2016, ISBN 978-0373779710)
3. The Brightest Embers  (25 de julio de 2017, ISBN 978-0373789429)

### Antologías
- Happily Never After (27 de mayo de 2008, ISBN 0-06-147268-9)
- Devil to Pay  en Four Dukes and a Devil (30 de junio de 2009, ISBN 0-06-178736-1)
- Reckoning (25 de agosto de 2009, ISBN 0-06-169993-4)
- Pack (March 9, 2009)
- One for the Money (3 de agosto de 2010, ISBN 0-441-01868-8) in Death's Excellent Vacation[5]
- Night's Darkest Embrace (26 de octubre de 2010)
- Home for the Holidays (25 de octubre de 2011)
- Outtakes From The Grave (22 de diciembre de 2015)